# セルバーグ積分
数学において、セルバーグ積分（英: Selberg integral）は、オイラーのベータ関数の n 次元への一般化であり、Atle Selberg (1944) により導入された。

## セルバーグの積分公式
{\displaystyle {\begin{aligned}S_{n}(\alpha ,\beta ,\gamma )&=\int _{0}^{1}\cdots \int _{0}^{1}\prod _{i=1}^{n}t_{i}^{\alpha -1}(1-t_{i})^{\beta -1}\prod _{1\leq i<j\leq n}|t_{i}-t_{j}|^{2\gamma }\,dt_{1}\cdots dt_{n}\\&=\prod _{j=0}^{n-1}{\frac {\Gamma (\alpha +j\gamma )\Gamma (\beta +j\gamma )\Gamma (1+(j+1)\gamma )}{\Gamma (\alpha +\beta +(n+j-1)\gamma )\Gamma (1+\gamma )}}\end{aligned}}}
セルバーグの公式は、well poised hypergeometric series に対するディクソンの等式を含んでおり、またダイソンの予想の特別な場合をいくつか含んでいる。

## 青本の積分公式
Aomoto (1987) は少しだけ一般的な次の積分公式を証明した。
{\displaystyle \int _{0}^{1}\cdots \int _{0}^{1}\left(\prod _{i=1}^{k}t_{i}\right)\prod _{i=1}^{n}t_{i}^{\alpha -1}(1-t_{i})^{\beta -1}\prod _{1\leq i<j\leq n}|t_{i}-t_{j}|^{2\gamma }\,dt_{1}\cdots dt_{n}}
{\displaystyle =S_{n}(\alpha ,\beta ,\gamma )\prod _{j=1}^{k}{\frac {\alpha +(n-j)\gamma }{\alpha +\beta +(2n-j-1)\gamma }}.}

## メータの積分
メータ (Mehta) の積分は、
{\displaystyle {\frac {1}{(2\pi )^{n/2}}}\int _{-\infty }^{\infty }\cdots \int _{-\infty }^{\infty }\prod _{i=1}^{n}e^{-t_{i}^{2}/2}\prod _{1\leq i<j\leq n}|t_{i}-t_{j}|^{2\gamma }\,dt_{1}\cdots dt_{n}}
である。これは直線上を動く原点に引き寄せられる点電荷の気体の分配函数である (Mehta 2004)。その値はセルバーグ積分の値から導手することができ、
{\displaystyle \prod _{j=1}^{n}{\frac {\Gamma (1+j\gamma )}{\Gamma (1+\gamma )}}}
となる。これは Mehta & Dyson (1963) により予想された。彼らはセルバーグのより早期の仕事について知らなかった。

## マクドナルドの積分
Macdonald (1982) はメータの積分のすべての有限ルート系への次のような拡張を予想した。（メータのもともとの場合は An−1 というルート系に対応する。）
{\displaystyle {\frac {1}{(2\pi )^{n/2}}}\int \cdots \int \left|\prod _{r}{\frac {2(x,r)}{(r,r)}}\right|^{\gamma }e^{-(x_{1}^{2}+\cdots +x_{n}^{2})/2}dx_{1}\cdots dx_{n}=\prod _{j=1}^{n}{\frac {\Gamma (1+d_{j}\gamma )}{\Gamma (1+\gamma )}}.}
積はルート系のルート r 全体を渡り、数 dj は鏡映群の不変式環の生成元の次数である。Opdam (1989) はすべての結晶鏡映群に対する統一的な証明を与えた。数年後彼は、Garvan によるコンピュータによる計算支援を利用して、完全な一般性を以ってそれを証明した (Opdam (1993))。